# BAFTA (премия, 1988)
41-я церемония вручения наград премии BAFTA

1988
Лучший фильм: 

Жан де Флоретт 

Jean de Florette
Лучший фильм на иностранном языке: 

Жертвоприношение 

Offret
< 40-я Церемонии вручения 42-я >
41-я церемония вручения наград премии BAFTA, учреждённой Британской академией кино и телевизионных искусств, за заслуги в области кинематографа за 1987 год состоялась в Лондоне в 1988 году.

## Полный список победителей и номинантов
| Победители выделены отдельным цветом. |

### Основные категории
| Категории                         | Победитель и номинанты                                                               |
| --------------------------------- | ------------------------------------------------------------------------------------ |
| Лучший фильм                      | • «Жан де Флоретт» — Клод Берри                                                      |
| Лучший фильм                      | • «Клич свободы» — Ричард Аттенборо                                                  |
| Лучший фильм                      | • «Надежда и слава» — Джон Бурмен                                                    |
| Лучший фильм                      | • «Дни радио» — Роберт Гринхат, Вуди Аллен                                           |
| Лучший фильм на иностранном языке | • «Жертвоприношение» (режиссёр — Андрей Тарковский; Швеция, Франция, Великобритания) |
| Лучший фильм на иностранном языке | • «Жан де Флоретт» (режиссёр — Клод Берри; Франция)                                  |
| Лучший фильм на иностранном языке | • «Манон с источника» (режиссёр — Клод Берри; Франция)                               |
| Лучший фильм на иностранном языке | • «Моя собачья жизнь» (режиссёр — Лассе Халльстрём; Швеция)                          |
| Лучшая режиссёрская работа        | • Оливер Стоун — «Взвод»                                                             |
| Лучшая режиссёрская работа        | • Джон Бурмен — «Надежда и слава»                                                    |
| Лучшая режиссёрская работа        | • Клод Берри — «Жан де Флоретт»                                                      |
| Лучшая режиссёрская работа        | • Ричард Аттенборо — «Клич свободы»                                                  |
| Лучшая мужская роль               | • Шон Коннери — «Имя розы»                                                           |
| Лучшая мужская роль               | • Жерар Депардьё — «Жан де Флоретт»                                                  |
| Лучшая мужская роль               | • Ив Монтан — «Жан де Флоретт»                                                       |
| Лучшая мужская роль               | • Гэри Олдмен — «Навострите ваши уши»                                                |
| Лучшая женская роль               | • Энн Бэнкрофт — «Черинг Кросс Роуд, 84»                                             |
| Лучшая женская роль               | • Эмили Ллойд — «Жаль, что тебя нет»                                                 |
| Лучшая женская роль               | • Джули Уолтерс — «Интимные услуги»                                                  |
| Лучшая женская роль               | • Сара Майлз — «Надежда и слава»                                                     |
| Лучшая мужская роль второго плана | • Даниэль Отёй — «Жан де Флоретт»                                                    |
| Лучшая мужская роль второго плана | • Ян Баннен — «Надежда и слава»                                                      |
| Лучшая мужская роль второго плана | • Шон Коннери — «Неприкасаемые»                                                      |
| Лучшая мужская роль второго плана | • Джон Тоу — «Клич свободы»                                                          |
| Лучшая женская роль второго плана | • Сьюзан Вулдридж — «Надежда и слава»                                                |
| Лучшая женская роль второго плана | • Дайан Уист — «Дни радио»                                                           |
| Лучшая женская роль второго плана | • Ванесса Редгрейв — «Навострите ваши уши»                                           |
| Лучшая женская роль второго плана | • Джуди Денч — «Черинг Кросс Роуд, 84»                                               |
| Лучший адаптированный сценарий    | • «Жан де Флоретт» — Клод Берри, Жерар Брак                                          |
| Лучший адаптированный сценарий    | • «Крошка Доррит» — Кристин Эдзард                                                   |
| Лучший адаптированный сценарий    | • «Черинг Кросс Роуд, 84» — Хью Уайтмор                                              |
| Лучший адаптированный сценарий    | • «Навострите ваши уши» — Алан Беннетт                                               |
| Лучший оригинальный сценарий      | • «Жаль, что тебя нет» — Дэвид Лиланд                                                |
| Лучший оригинальный сценарий      | • «Дни радио» — Вуди Аллен                                                           |
| Лучший оригинальный сценарий      | • «Интимные услуги» — Дэвид Лиланд                                                   |
| Лучший оригинальный сценарий      | • «Надежда и слава» — Джон Бурмен                                                    |

### Другие категории
| Категории                                                          | Победитель и номинанты                                                          |
| ------------------------------------------------------------------ | ------------------------------------------------------------------------------- |
| Лучшая музыка к фильму                                             | • «Неприкасаемые» — Эннио Морриконе                                             |
| Лучшая музыка к фильму                                             | • «Надежда и слава» — Питер Мартин                                              |
| Лучшая музыка к фильму                                             | • «Жаль, что тебя нет» — Стэнли Майерс                                          |
| Лучшая музыка к фильму                                             | • «Клич свободы» — Джордж Фентон, Джонас Гвангва                                |
| Лучшая операторская работа                                         | • «Жан де Флоретт» — Брюно Нюиттен                                              |
| Лучшая операторская работа                                         | • «Взвод» — Роберт Ричардсон                                                    |
| Лучшая операторская работа                                         | • «Клич свободы» — Ронни Тейлор                                                 |
| Лучшая операторская работа                                         | • «Надежда и слава» — Филипп Руссело                                            |
| Лучшие визуальные эффекты                                          | • «Иствикские ведьмы» — Майкл Лантьери, Майк Оуэнс, Эдвард Джонс и Брюс Уолтерс |
| Лучшие визуальные эффекты                                          | • «Муха» — Крис Уолас, Джон Берг, Луис Крэйг и Хойт Йетмен                      |
| Лучшие визуальные эффекты                                          | • «Цельнометаллическая оболочка» — Джон Эванс                                   |
| Лучшие визуальные эффекты                                          | • «Лавка ужасов» — Брэн Феррен, Мартин Гуттридж, Лайл Конуэй и Ричард Конуэй    |
| Лучший грим                                                        | • «Имя розы» — Хассо фон Гуго                                                   |
| Лучший грим                                                        | • «Муха» — Крис Уолас, Стивен Дюпюи                                             |
| Лучший грим                                                        | • «Надежда и слава» — Анна Драйхёрст                                            |
| Лучший грим                                                        | • «Жан де Флоретт» — Мишель Дернелль, Жан-Пьер Ишенн                            |
| Лучший дизайн костюмов                                             | • «Дни радио» — Джеффри Кёрленд                                                 |
| Лучший дизайн костюмов                                             | • «Неприкасаемые» — Мэрилин Вэнс                                                |
| Лучший дизайн костюмов                                             | • «Надежда и слава» — Ширли Энн Расселл                                         |
| Лучший дизайн костюмов                                             | • «Крошка Доррит» — Джойс Картер, Даниэлль Гардерес и другие…                   |
| Лучшая работа художника-постановщика                               | • «Дни радио» — Санто Локасто                                                   |
| Лучшая работа художника-постановщика                               | • «Неприкасаемые» — Уильям Эллиот                                               |
| Лучшая работа художника-постановщика                               | • «Надежда и слава» — Энтони Прэтт                                              |
| Лучшая работа художника-постановщика                               | • «Жан де Флоретт» — Бернар Везе                                                |
| Лучший монтаж                                                      | • «Взвод» — Клэр Симпсон                                                        |
| Лучший монтаж                                                      | • «Дни радио» — Сьюзан Морз                                                     |
| Лучший монтаж                                                      | • «Клич свободы» — Лесли Уокер                                                  |
| Лучший монтаж                                                      | • «Надежда и слава» — Иэн Краффорд                                              |
| Лучший звук                                                        | • «Клич свободы» — Джонатан Бэйтс, Саймон Кей, Джерри Хамфрис                   |
| Лучший звук                                                        | • «Дни радио» — Боб Хейн, Джеймс Сабат, Лес Дичтер                              |
| Лучший звук                                                        | • «Надежда и слава» — Рон Дэвис, Питер Хэндфорд, Джон Хэйворд                   |
| Лучший звук                                                        | • «Цельнометаллическая оболочка» — Найджел Гейт, Эдвард Тайз, Энди Нелсон       |
| Лучший короткометражный фильм                                      | • «Artisten» — Джонас Гримас                                                    |
| Лучший короткометражный фильм                                      | • «Короткая стрижка и кудри» — Майк Ли                                          |
| Лучший короткометражный фильм                                      | • «Treacle» — Питер Челсом                                                      |
| Лучший короткометражный фильм                                      | • «D’Apres Maria» — Жан-Клод Робер                                              |
| Michael Balcon Award за вклад в развитие британского кинематографа | • Монти Пайтон — комик-группа                                                   |
| BAFTA Academy Fellowship Award                                     | • Ингмар Бергман — кинорежиссёр                                                 |